# Раките
Раките су насељено мјесто у општини Пале, Република Српска, БиХ. Према попису становништва из 1991. у насељу је живјело 13 становника.

## Становништво
| Националност       | 1991. | 1981. | 1971. | 1961. |
| Срби               | 13    | 20    | 29    | 166   |
| Хрвати             |       |       |       | 1     |
| остали и непознато |       |       |       |       |
| Укупно             | 13    | 20    | 29    | 167   |

| Демографија | Демографија | Демографија |
| Година      | Становника  | Становника  |
| ----------- | ----------- | ----------- |
| 1961.       | 167         |             |
| 1971.       | 29          |             |
| 1981.       | 20          |             |
| 1991.       | 13          |             |